# Jared Jarvis
Pour les articles homonymes, voir Jarvis.
Jared Jarvis, né le 29 août 1994, est un athlète antiguais, spécialiste du sprint.
Son meilleur temps est seulement de 10 s 89 obtenu en avril 2011 à Montego Bay mais il détient le record d'Antigua-et-Barbuda du relais 4 x 100 m, obtenu à deux reprises en 2015, en 38 s 14 lors des Jeux panaméricains à Toronto, puis pour accéder à la finale des Championnats du monde à Pékin, en 38 s 01.